# Armstrong Atlantic State University
Die Armstrong Atlantic State University, auch bekannt als Armstrong Atlantic, Armstrong oder kurz AASU, seit 2018 offiziell Georgia Southern University–Armstrong Campus, ist ein Campus der Georgia Southern University in Savannah im US-Bundesstaat Georgia und Teil des University System of Georgia. Mehr als 7500 Studenten sind in etwa 100 Studiengängen eingeschrieben.

## Geschichte
Die Universität wurde 1935 vom Bürgermeister der Stadt als Armstrong Junior College gegründet. Ursprünglich befand sich das College in der Innenstadt, die Gebäude wurden vom Geschäftsmann George F. Armstrong gestiftet, zu dessen Ehren die Einrichtung auch ihren Namen trägt. 1959 wurde die mittlerweile Armstrong College of Savannah genannte Schule Teil des University System von Georgia und hatte den Status einer Volkshochschule. 1964 bot sie als Armstrong State College bereits höhere Bildung an.
Donald Livingston übergab dem State College ein Areal mit einer Fläche von einem Quadratkilometer im Südwesten der Stadt. Nachdem dort acht Gebäude errichtet wurden, zog die Einrichtung 1966 dorthin. Seit 1993 wird der Campus landschaftlich  gestaltet und gilt heute als Arboretum. 1996 erhielt das College den Status einer State University und heißt seither Armstrong Atlantic State University. Seit 2018 gehört sie zur Georgia Southern University und stellt als Georgia Southern University–Armstrong Campus einen ihrer drei Campi.

## Campus

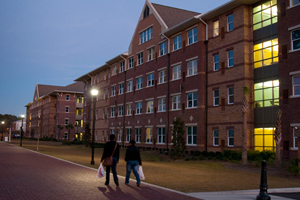
Die Windward Commons

Der Campus im Südwesten der Stadt befindet sich etwa 15 Autominuten vom Zentrum entfernt. Er ist 1,1 Millionen Quadratmeter groß und trägt durch seine zahlreichen Blumen, Farne, Magnolien, Eichenbäume sowie sein Spanisches Moos den Status eines Arboretums.
Das Zentrum des Campus bildet die Lane Library mit etwa 200.000 Büchern und 18.000 audiovisuellen Medien. Im Science Center werden naturwissenschaftliche und technische Studiengänge gelehrt. 2010 wurde ein 5700 Quadratmeter großes Gebäude für die Student Union errichtet. Es beherbergt Restaurants und Cafés, ein Theater, einen Buchhandel und einen Convenience Shop.
Im Südosten des Campus befinden sich die sportlichen Einrichtungen der Universität. Dazu gehören ein Fitnessstudio, Basketballplätze und ein Schwimmbad. Die Alumni Arena bietet 4000 Zuschauern Platz und ist die Spielstätte der Teams der Universität.
Obwohl die Universität als Pendler-Uni gilt, leben etwa 1400 Studenten in vier Wohnheimen im südwestlichen Teil des Campus. Alleine in den Windrad Commons, die 2006 eröffnet wurden, leben 600 Studierende. Die weiteren Wohnheime sind Compass Point, University Terrace und University Crossings.

## Fachbereiche
Die Universität unterhält vier Fachbereiche:
- College of Education
- College of Health Professions
- College of Liberal Arts
- College of Science and Technology

## Studentenleben
An der Universität bestehen über 60 studentische Organisationen, darüber hinaus neun Studentenverbindungen. Von der Studierendenschaft werden die beiden Magazine The Inkwell und Calliope herausgegeben.
Die elf Sportteams der Universität umfassen die Sportarten Baseball, Basketball, Cross Country, Fußball, Golf, Softball, Tennis und Volleyball. Die Teams sind bekannt als Pirates.
Mit der Universität sind über 23.000 Alumni verbunden.